# مارك إدوين روبنسون
مارك إدوين روبنسون (بالإنجليزية: Mark Edwin Robinson)‏ هو كاتب سيناريو ومخرج أمريكي، ولد في 6 نوفمبر 1980 في سان دييغو في الولايات المتحدة.

## وصلات خارجية
- مارك إدوين روبنسون على موقع IMDb (الإنجليزية)
- مارك إدوين روبنسون على موقع ألو سيني (الفرنسية)
- مارك إدوين روبنسون على موقع أول موفي (الإنجليزية)
- مارك إدوين روبنسون على موقع قاعدة بيانات الأفلام السويدية (السويدية)
- مارك إدوين روبنسون على موقع قاعدة بيانات الفيلم (الإنجليزية)
- مارك إدوين روبنسون على موقع كينوبويسك (الروسية)